# White Town
White Town är en indie-pop-grupp från Storbritannien. Gruppen var ursprungligen (1989-90) en trio, men består sedan länge av endast en medlem, Jyoti Prakash Mishra.
Mishra föddes i Rourkela i Indien 30 juli 1966, men har bott i England sedann han var tre år gammal. White Town ses ofta som ett one-hit wonder. I januari 1997 nådde singeln "Your Woman" förstaplatsen på Englandslistan och #23 på den amerikanska Billboardlistan.
I Sverige låg låten etta på Trackslistan 1 mars 1997.
"Your Woman" baseras på trumpetsolot från "My Woman" av Al Bowlly från 1933. Bing Crosby spelade ursprungligen in låten året innan. 
White Town bildades av Mishra 1989 efter att han sett Pixies spela. Inledningsvis fanns det andra medlemmar på gitarr (Sean Phillips), basgitarr (Sean Deegan) och trummor (Nick Glyn-Davies), men sedan hösten 1990 har Mishra främst arbetat på egen hand, med viss hjälp av inhyrda musiker.
Mishra, som är ex-marxist, har ofta politiska inslag i sina låtar beslöjade i form av personliga relationer. Efter ett oroligt samarbete med EMI blev Mishra sparkad under 1997. Efter det har han återgått till att arbeta med indiebolag.
2006 gav den svenska indielabeln Heavenly Pop Hits ut en 7" vinylsingel med White Town. Skivan hette "A New Surprise EP" och följdes upp av albumet Don't Mention the War, som dock släpptes på Mishras egen label, Bzangy Records. 
Mishra bor i Derby.

## Diskografi

### Album
| År   | Titel                         | Skivbolag     |
| ---- | ----------------------------- | ------------- |
| 1994 | Socialism, Sexism & Sexuality | Parasol       |
| 1997 | Women in Technology           | Chrysalis/EMI |
| 2000 | Peek & Poke                   | Bzangy Groink |
| 2006 | Don't Mention The War         | Bzangy        |
| 2011 | Monopole                      | Bzangy        |
| 2019 | Deemab                        | Självutgivet  |

### Singlar & EP:s
| År   | Titel                     | Skivbolag         |
| ---- | ------------------------- | ----------------- |
| 1990 | White Town (EP)           | Satya             |
| 1990 | "Darley Abbey"            | Biscuit           |
| 1991 | "All She Said"            | Parasol           |
| 1991 | Alain Delon EP (EP)       | Parasol           |
| 1992 | "Fairweather Friend"      | Elefant           |
| 1992 | Bewitched EP (EP)         | Parasol           |
| 1996 | >Abort, Retry, Fail? (EP) | Parasol           |
| 1996 | "Your Woman"              | Chrysalis/EMI     |
| 1997 | Undressed (EP)            | Chrysalis/EMI     |
| 1998 | "Another Lover"           | Parasol           |
| 2006 | A New Surprise EP (EP)    | Heavenly Pop Hits |
| 2010 | "Cut Out My Heart"        | Självutgiven      |
| 2010 | Mental At 5AM EP (EP)     | Självutgiven      |
| 2012 | "She's A Lot Like You"    | Självutgiven      |
| 2014 | "I Wanna Be Your Ex"      | Självutgiven      |
| 2015 | "I'm Giving Up"           | Självutgiven      |
| 2015 | "How I Love You"          | Självutgiven      |
| 2015 | The Barren Seas EP (EP)   | Självutgiven      |